# Asedio de Ansi
El asedio de la fortaleza de Ansi tuvo lugar entre las fuerzas de Goguryeo y Tang en Ansi (en la zona de la actual provincia de Liaoning), una fortaleza en la península de Liaodong, y la culminación de la primera campaña de la guerra Goguryeo-Tang . El enfrentamiento duró unos tres meses, desde el 20 de junio de 645 hasta el 18 de septiembre de 645.
La fase inicial del combate resultó en la derrota de una fuerza de combate de Gorguryeo cercana a los 150.000 soldados, resultando en el avance de las tropas Tang hacia el sitio de la fortaleza. Después de un asedio que duró unos dos meses, las fuerzas Tang construyeron un terraplén. Sin embargo, cuando el terraplén estaba a punto de ser terminado, una sección del mismo se derrumbó y fue tomada por los defensores. Esto, junto con la llegada de refuerzos a Goguryeo y la falta de suministros, obligó a las tropas Tang a retirarse. Más de 20.000 soldados de Goguryeo murieron durante el asedio.

## Antecedentes
En el año 644, Taizong de Tang decidió invadir Goguryeo ante la oposición dentro de la dinastía Tang. El asesinato de Yeongnyu de Goguryeo y otros funcionarios por parte de Yeon Gaesomun se utilizó para justificar la invasión. Durante el año siguiente, comenzó los preparativos para una invasión, preparando tropas, barcos y máquinas de asedio, y realizando reconocimientos. El 1 de abril de 645, con el pretexto de marchar hacia el campamento de Huaiyuan, las fuerzas Tang lideradas por Maogong de repente se volvieron para invadir Goguryeo. Atacaron varios castillos, incluidos Shin y Geonan, para desorganizar el sistema de defensa de Goguryeo. El plan fracasó y Maogong, en cambio, organizó todas las fuerzas Tang para sitiar Gaemo el 15 de abril. Gaemo cayó el 25 de abril. Simultáneamente, las fuerzas navales lideradas por Zhang Liang desembarcaron en la península de Liaodong y capturaron Bisa el 2 de mayo. Mientras tanto, el emperador Taizong de Tang se unió a las fuerzas y capturaró las fortalezas de Yodong y Baegam una tras otra.
Posteriormente, las fuerzas Tang decidieron atacar la Fortaleza Ansi, una ciudad-fortaleza con una población de alrededor de 100.000 habitantes, invadiendo la fortaleza el 20 de junio. Los textos de la dinastía Joseon describen que el nombre del jefe de la Fortaleza Ansi era Yang Manchun. En respuesta a la invasión Tang, Yeon Gaesomun, generalísimo de Goguryeo, envió alrededor de 150.000 fuerzas con Go Yeonsu y Go Hyezin para socorrer a Ansi.

## Desarrollo

### La batalla para rescatar a Ansi
El 20 de julio, los dos bandos se lanzaron a la batalla. La dinastía Tang envió a Maogong al frente de 15.000 soldados de infantería y caballería para luchar directamente contra el ejército de Goguryeo. Pero el general Tang Zhangsun Wuji dirigió 11.000 jinetes de élite a través del cañón desde el norte de la montaña para atacar la retaguardia de las fuerzas de Goguryeo. En la batalla, Taizong dirigió personalmente a 4.000 soldados de infantería y caballería a luchar. El ejército Tang salió victorioso al final, diezmando las fuerzas de Goguryeo. Al menos 20.000 soldados de Goguryeo murieron y 36.800 soldados de Goguryeo, incluidos sus generales Go Yeonsu y Go Hyezin, se rindieron. El ejército Tang capturó 50.000 caballos, más de 50.000 cabezas de ganado y más de 10.000 armaduras de hierro. Después de la batalla, Tang logró aislar la fortaleza de Ansi del resto de territorios de Goguryeo. 

### Asalto a la fortaleza de Ansi
Los Tang primero atacaron la Fortaleza Ansi con varias armas de asedio, incluidas catapultas y arietes. Sin embargo, Goguryeo repelió los ataques y reparó las murallas cada vez. Como resultado, Taizong estaba furioso y Maogong pidió permiso para masacrar a todos los hombres y mujeres si la fortaleza era capturada, lo cual fue concedido. Después de que la gente de Ansi escuchó esto, defendieron la fortaleza con más tenacidad; Los ataques del ejército Tang fueron repelidos varias veces. Cuando el ataque a la fortaleza de Ansi se detuvo, Tang tenía prisa, por lo que el ejército Tang atacó el lado oeste de la fortaleza hasta seis o siete veces por día. Una noche, cientos de soldados de Goguryeo salieron de la fortaleza e intentaron atacar al ejército Tang. Cuando Taizong se enteró, llamó a los soldados para realizar un ataque conjunto de emergencia que mató a docenas de soldados de Goguryeo, y el resto huyó de regreso a la fortaleza.
Las fuerzas Tang se cansaron y consideraron la idea de pasar por alto la fortaleza de Ansi para atacar otras partes de Goguryeo, pudiendo incluso atacar la capital, Pionyang, lo cual fue rechazado debido a la amenaza que Ansi representaba para el avance de las fuerzas Tang.  Bajo el liderazgo del príncipe de Tang, Li Daozong, las fuerzas de Tang intentaron construir un terraplén en la esquina sureste de la fortaleza, acercándose gradualmente a la muralla. Mientras tanto, la muralla exterior era constantemente arrasada por la guarnición. Li Daozong resultó herido en la batalla. Los Tang utilizaron soldados y un número desconocido de trabajadores (posiblemente cautivos de guerra) para construir el terraplén y la parte superior de la muralla llegó a solo unos metros de la fortaleza. Pasaba por alto la ciudad. Fu Fuai, un oficial del ejército Tang, estacionó sus tropas en lo alto de la muralla. Sin embargo, Fu Fuai abandonó el campamento en privado y la muralla cayó repentinamente y el ejército de Goguryeo la ocupó. Taizong estaba muy enojado y mató a Fu Fuai. Después de eso, Tang intentó recuperar la muralla durante tres días, pero fracasó. Al tercer día, llegaron los refuerzos del ejército de Goguryeo y Taizong aún no había capturado la Fortaleza Ansi. Además, el clima se estaba volviendo más frío y la comida se acabó, por lo que los Tang inevitablemente ordenaron la retirada. La retirada de Taizong fue difícil y muchos de sus soldados murieron. El propio Taizong atendió las heridas de sus generales turcos Qibi Heli y Qilibi Khan, quienes resultaron heridos durante la campaña contra Goguryeo.

## Secuelas
En 645, el emperador Taizong fundó el templo Minzhong, el templo más antiguo de Beijing, para conmemorar a sus soldados que murieron en Goguryeo. El emperador Taizong preparó otra invasión en 648, pero murió, posiblemente debido a una enfermedad que contrajo durante sus campañas en Goguryeo.
Las fuerzas de Goguryeo perdieron más de 20.000 personas y más de 36.800 soldados fueron hechos prisioneros durante la primera etapa del combate. Se desconocen las bajas de las tropas de Goruryeo durante el asedio.
Las tensiones entre Goguryeo y Tang continuaron, hasta que Goguryeo fue finalmente derrotado por una fuerza conjunta Silla-Tang en el año 668. 

## En la cultura popular
La película surcoreana de 2018 La gran batalla se basa en los textos Joseon sobre este asedio.